# Bolsa de Valores do Paquistão
A Bolsa de Valores do Paquistão (em urdu: بازارِ حِصَص پاکستان; abreviada como PSX) é uma bolsa de valores no Paquistão com sede em Carachi, Islamabade e Lahore. A PSX foi reclassificada como um Mercado Emergente da MSCI em maio de 2017, enquanto o FTSE classifica o PSX como um Mercado Emergente Secundário.
A PSX foi estabelecida em 11 de janeiro de 2016, após a fusão das bolsas de valores de Carachi, Lahore e Islamabade. As origens da PSX foram estabelecidas com o estabelecimento da Bolsa de Valores de Carachi em 1947, da Bolsa de Valores de Lahore em 1970, e da Bolsa de Valores de Islamabad em 1992. Em 23 de fevereiro de 2018, havia 559 empresas listadas na PSX e a capitalização de mercado total era de US$ 84 bilhões. O valor de mercado caiu para US$ 50 bilhões em janeiro de 2020, após a desvalorização da rupia.
Os investidores nas bolsas incluem 1 886 investidores institucionais estrangeiros e 883 investidores institucionais nacionais, juntamente com cerca de 0,22 milhões de investidores de varejo. Existem também cerca de 400 corretoras que são membros da PSX e de 21 empresas de administração de ativos. Uma das bolsas precursoras da PSX, a Bolsa de Valores de Carachi, foi listada entre as bolsas de valores de fronteira com melhor desempenho do mundo: entre 2009 e 2015, alcançava 26% de lucro ao ano. No entanto, em 2019, a Bloomberg afirmou que a PSX era a "pior do mundo", depois de apagar "metade do seu valor de mercado". Em dezembro de 2016, a PSX vendeu 40% de ações estratégicas a um consórcio chinês por US$ 85 milhões.